# Čepleska Reka
Čepleska Reka (makedonska: Чеплеска Река) är ett vattendrag i Nordmakedonien.   Det rinner genom kommunen Čaška, i den centrala delen av landet, 40 kilometer söder om huvudstaden Skopje.